# Bataille de Barren Hill
Guerre d'indépendance des États-Unis
Batailles
- Bound Brook
- Short Hills
- Staten Island
- Cooch's Bridge
- Brandywine
- Clouds
- Paoli
- Germantown
- Red Bank
- Gloucester
- White Marsh
- Matson's Ford
- Valley Forge
- Quinton's Bridge
- Crooked Billet
- Barren Hill
- Monmouth

La bataille de Barren Hill est une bataille de la guerre d'indépendance des États-Unis qui s'est déroulée le 20 mai 1778 à Barren Hill (de nos jours Lafayette Hill) en Pennsylvanie. Elle fait partie de la campagne de Philadelphie.
Une force britannique menée par notamment William Howe et Henry Clinton et aidée de mercenaires allemands tentent d'encercler une petite force de l'Armée continentale dirigée par le marquis de Lafayette aidée par des Onneiouts. La manœuvre britannique échoue car les Américains réussirent à s'échapper du piège, mais les Britanniques prennent le contrôle du terrain.